# Michael Gogl
Michael Gogl (født 4. november 1993) er en professionel cykelrytter fra Østrig, der er på kontrakt hos Alpecin-Deceuninck.
I august 2015 blev han stagiaire hos Tinkoff-Saxo, og skrev fra 2016 kontrakt med holdet. Fra 2017 til 2019 kørte han for Trek-Segafredo. I januar 2020 tiltrådte han på en ét-årig kontrakt med NTT Pro Cycling. 
I årene 2017, 2018 og 2020 deltog Gogl i Tour de France. I midten af september 2020 havde han endnu ikke vundet et sejr som professionel cykelrytter.